# ژان باپتیست وینسنت
ژان بروسلی دوبی (که گاهی به اشتباه نامش به‌صورت «وینسنت» نیز بیان می‌شود) در اوایل قرن هفدهم یکی از پیشگامان علوم تجربی، به‌ویژه در زمینه‌های شیمی،فیزیولوژی و پزشکی بود. او اهل فلاندرز (بخشی از بلژیک امروزی) محسوب می‌شود و دوره زندگی‌اش معمولاً بین حدود سال ۱۵۷۹ یا ۱۵۸۰ تا ۱۶۴۴ میلادی در نظر گرفته می‌شود.
یکی از دستاوردهای برجسته ون هلمنت، آزمایش مشهور او در مورد رشد گیاهان است. در این آزمایش، او یک درخت بید را در گلدانی با خاک کاشت و پس از مدتی مشاهده کرد که افزایش وزن درخت عمدتاً ناشی از جذب آب است؛ در حالی که وزن خاک تغییر اندکی داشته است. این یافته منجر به این نتیجه شد که آب عامل اصلی افزایش جرم گیاهان به‌شمار می‌رود. همچنین ون هلمنت نخستین کسی است که واژه «گاز» را در چارچوب مفاهیم شیمیایی معرفی کرد و به بررسی تغییرات مواد آلی در موجودات زنده پرداخت. 
با ارائه‌ای تجربی و کمی، ون هلمنت زمینه‌های نوینی را در فهم فرایندهای شیمیایی و بیولوژیکی هرزگیخت که بعدها پایه‌ای برای پیشرفت‌های علم مدرن شدند. آثار و ایده‌های او سطوح فکری زمان خود را به چالش کشیده و تأثیر عمیقی بر توسعه نظریه‌های علمی در قرن‌های بعد گذاشت.